# 长叶香茶菜
长叶香茶菜（学名：Isodon walkeri）为唇形科香茶菜属下的一个种。